# Halling Kirke (Odder Kommune)
 For alternative betydninger, se Halling Kirke. (Se også artikler, som begynder med Halling Kirke)
Halling Kirke er sognekirke i Halling Sogn, Hads Herred. Den har været gennem så mange ombygninger at den er svær at tidsfæste, men det menes at det ældste er fra sidste halvdel af 1200-tallet.
- Halling kirke set fra vest

## Eksterne kilder og henvisninger
- Halling Kirke hos KortTilKirken.dk
- Halling Kirke hos danmarkskirker.natmus.dk (Danmarks Kirker, Nationalmuseet)

- Wikimedia Commons har flere filer relateret til Halling Kirke (Odder Kommune)